# Village People
Village People – amerykański zespół grający muzykę taneczną (dyskotekową) założony w 1977 roku przez producenta Henriego Belolo i kompozytora Jacques’a Moraliego. W początkowym składzie grupy znajdowało się sześciu artystów: Felipe Rose, Alex Briley, David Hodo, Glenn Hughes, Randy Jones oraz Victor Willis. W ciągu wielu lat ich działalności członkowie zespołu się zmienili, opuścili go Jones, Hughes i Willis, a ich miejsca zajęli Eric Anzalone, G. Jeff Olson oraz Ray Simpson. Zespół znany jest ze swoich kostiumów, w których występuje na scenie (przebierają się za policjanta, Indianina, budowniczego, żołnierza, motocyklistę i kowboja).
Zespół swoją nazwę wziął od nowojorskiej dzielnicy Greenwich Village związanej z subkulturą gejowską. Wykreował wiele światowych przebojów, w tym najpopularniejsze Y.M.C.A., Sex over a phone, Macho man, In the Navy, Go West.
W 2007 roku grupa wystąpiła podczas Sopot Festival.
W 1993 roku zespół wystąpił gościnnie w jednym z odcinków serialu Świat według Bundych.
Bezpośrednie nawiązanie do zespołu znajduje się w dziewiętnastym odcinku piątego sezonu serialu Trzecia planeta od Słońca, w którym trójka bohaterów w przebraniu członków zespołu próbuje napaść na bank, zaś czwarty przypadkowo trafia do gejowskiego klubu. W końcowej scenie odcinka (odbywającej się tradycyjnie, na dachu) dołącza do nich umundurowany policjant.

## Dyskografia

### Główne albumy
| Tytuł albumu         | Rok wydania |
| -------------------- | ----------- |
| Village People       | 1977        |
| Macho Man            | 1978        |
| Cruisin’             | 1978        |
| Go West              | 1979        |
| Live and Sleazy      | 1979        |
| Can’t Stop the Music | 1980        |
| Renaissance          | 1981        |
| Fox on the Box       | 1982        |
| In the Street        | 1983        |
| Sex Over the Phone   | 1985        |